# Leon Kapliński

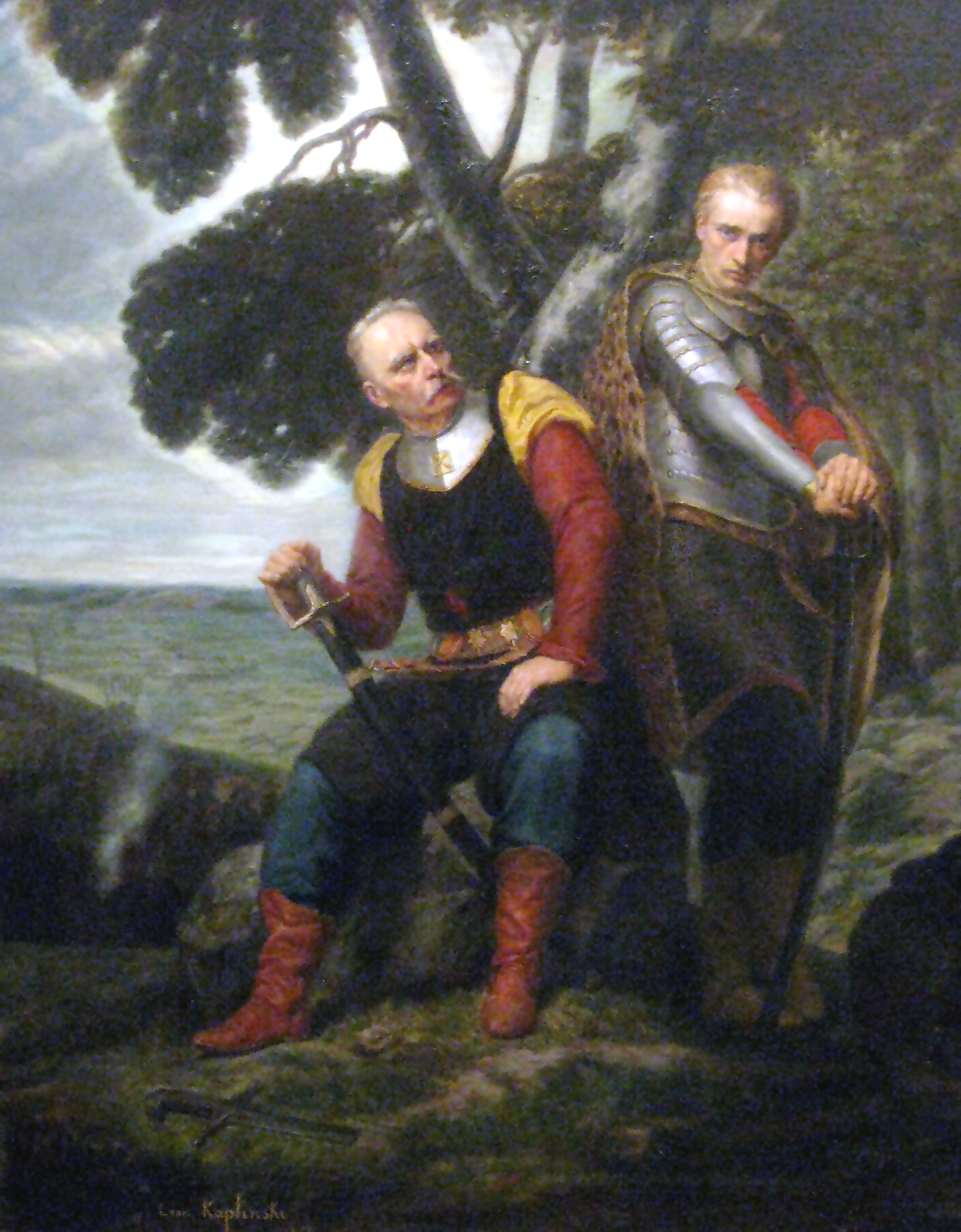
Miecznik i Wacław (1857) – ilustracja do poematu A. Malczewskiego Maria

Leon Henryk Kapliński (ur. 4 maja 1826 w Lisowie, zm. 16 marca 1873 w Miłosławiu) – polski malarz i działacz społeczny.

## Życiorys
Urodził się w rodzinie ziemiańskiej wywodzącej się ze środowiska frankistów. Jego ojciec Jan był członkiem loży wolnomularskiej.
Studiował prawo i filozofię w Warszawie i Wrocławiu. W 1845 związał się z Sewerynem Mielżyńskim. Uczestniczył w spiskach przeciwko uciskowi carskiemu, uciekł przed aresztowaniem do Wielkopolski, gdzie został zatrzymany przez pruską policję pod zarzutem udziału w ruchach rewolucyjnych na Górnym Śląsku. Uczestniczył w wydarzeniach Wiosny Ludów 1848. Został uwięziony w berlińskim więzieniu Moabit, był sądzony w tzw. procesie berlińskim. W tym samym roku wyjechał do Paryża, gdzie pozostał do roku 1871.
Uczestniczył w życiu polskiej emigracji niepodległościowej związanej z Hotelem Lambert, towarzyszył księciu Witoldowi Czartoryskiemu (synowi Adama Jerzego) w podróży na Bliski Wschód.
W 1871 przeniósł się do Krakowa. Był zaprzyjaźniony z Henrykiem Rodakowskim, Janem Matejką i Cyprianem Kamilem Norwidem. Później przeniósł się do Miłosławia. Zmarł 16 marca 1873 i został pochowany na cmentarzu przykościelnym w Miłosławiu.
Kapliński studiował malarstwo w Polsce i w Paryżu u Ary Scheffera i Josepha Nicolasa Roberta-Fleury. Na jego malarstwo wywarł wpływ Henryk Rodakowski. Należał do malarzy akademickich, dalekich od ówczesnej awangardy malarskiej. Pisał wiersze, był autorem krótkiego opowiadania „Nad Wisłą”. 

## Życie osobiste
19 lipca 1864 w Paryżu ożenił się z Heleną Michaliną Hryniewiecką, która w trakcie jego pobytu za granicą przebywała jako rezydentka u Mielżyńskich w Miłosławiu. Małżeństwo nie miało dzieci.